# Boris Vallejo
Boris Vallejo (Lima, 8 de enero de 1941) es un dibujante peruano Estadounidense. Vallejo emigró a Estados Unidos en 1964, donde reside actualmente en Allentown, Pensilvania. Con frecuencia trabaja con Julie Bell, su esposa, pintora y modelo.
Vallejo dibuja casi exclusivamente para los géneros fantásticos y eróticos. Sus dibujos han ilustrado la portada de docenas de obras de ciencia ficción y han sido presentados en unas serie de calendarios que se han convertido en best-sellers. Vallejo ha creado póster para películas, como Barbarian Queen and National Lampoon's Vacation. Vallejo tiene dos hijos de un matrimonio anterior, uno de los cuales, Dorian Vallejo, también ha trabajado en el género de fantasía.
Los dibujos de Vallejo muestran típicamente a dioses, monstruos y/o musculados bárbaros (hombres o mujeres) en plena batalla. Muchos de las figuras masculinas se basan en el propio Vallejo, mientras que muchas de las femeninas se basan en su esposa. Sus últimas historias se inclinan más hacia el lado erótico, aunque siguen conservando los temas de fantasía.
Famosas son sus portadas para The Savage Sword Conan, entre las que destacan los números 1 y 10.

## Libros
Muchos libros han recogido el arte de Vallejo, entre ellos:

### En español
- Dreams: The Art of Boris Vallejo (1999) Norma Editorial
- Fantasía Digital (2003) junto con Julie Bell Norma Editorial
- Imaginistix  (2007) junto con Julie Bell Norma Editorial

### En inglés
- Mirage (1997)
- Fantasy Art Techniques (1985)
- The Fantastic Art of Boris Vallejo (1980)